# Боа Плаж ан Ре
Боа Плаж ан Ре (фр. Bois-Plage-en-Ré) насеље је и општина у западној Француској у региону Поату-Шарант, у департману Приморски Шарант која припада префектури Rochelle.
По подацима из 2011. године у општини је живело 2.356 становника, а густина насељености је износила 193,43 становника/km². Општина се простире на површини од 12,18 km². Налази се на средњој надморској висини од 11 метар (максималној 17 m, а минималној 1 m).

## Демографија
| 1962. | 1968. | 1975. | 1982. | 1990. | 1999. | 2011. |
| ----- | ----- | ----- | ----- | ----- | ----- | ----- |
| 1.172 | 1.172 | 1.317 | 1.560 | 2.014 | 2.235 | 2.356 |

График промене броја становника у току последњих година